# Зібратсгфелль
Зібратсгфелль — містечко та громада  округу Брегенц в землі Форарльберг, Австрія. Зібратсгфелль лежить на висоті 929 м над рівнем моря і займає площу  29,25 км². Громада налічує 395 мешканців. Густота населення 14/км².  
Громада лежить в районі, який носить назву Брегенцький ліс. Неподалік розкинулося Боденське озеро. Населення Форальбергу розмовляє алеманським діалектом німецької мови, а тому ближче до швейцарців, ніж до населення більшої частини Австрії, яке розмовляє баварсько-австрійським діалектом. Основною індустрією Форальбергу є спортивний туризм, і кожен населений пункт має розвинуту інфраструктуру: транспорт, готелі тощо. 
|                                        |
| Зібратсгфелль на мапі округу та землі. |

Адреса управління громади: Dorf 18, 6952 Sibratsgfäll. 

## Демографія
Історична динаміка населення міста за даними сайту Statistik Austria